# Mallada chailensis
Mallada chailensis är en insektsart som först beskrevs av Soumyendra Nath Ghosh 1977.  Mallada chailensis ingår i släktet Mallada och familjen guldögonsländor. Inga underarter finns listade i Catalogue of Life.